# Obscene Extreme
Obscene Extreme és un festival de música extrema iniciat a la República Txeca l'any 1999. A la seua 15a edició (l'any 2013) exportà l'àmbit geogràfic, celebrant-se a Amèrica del Sud, Àsia i Austràlia.

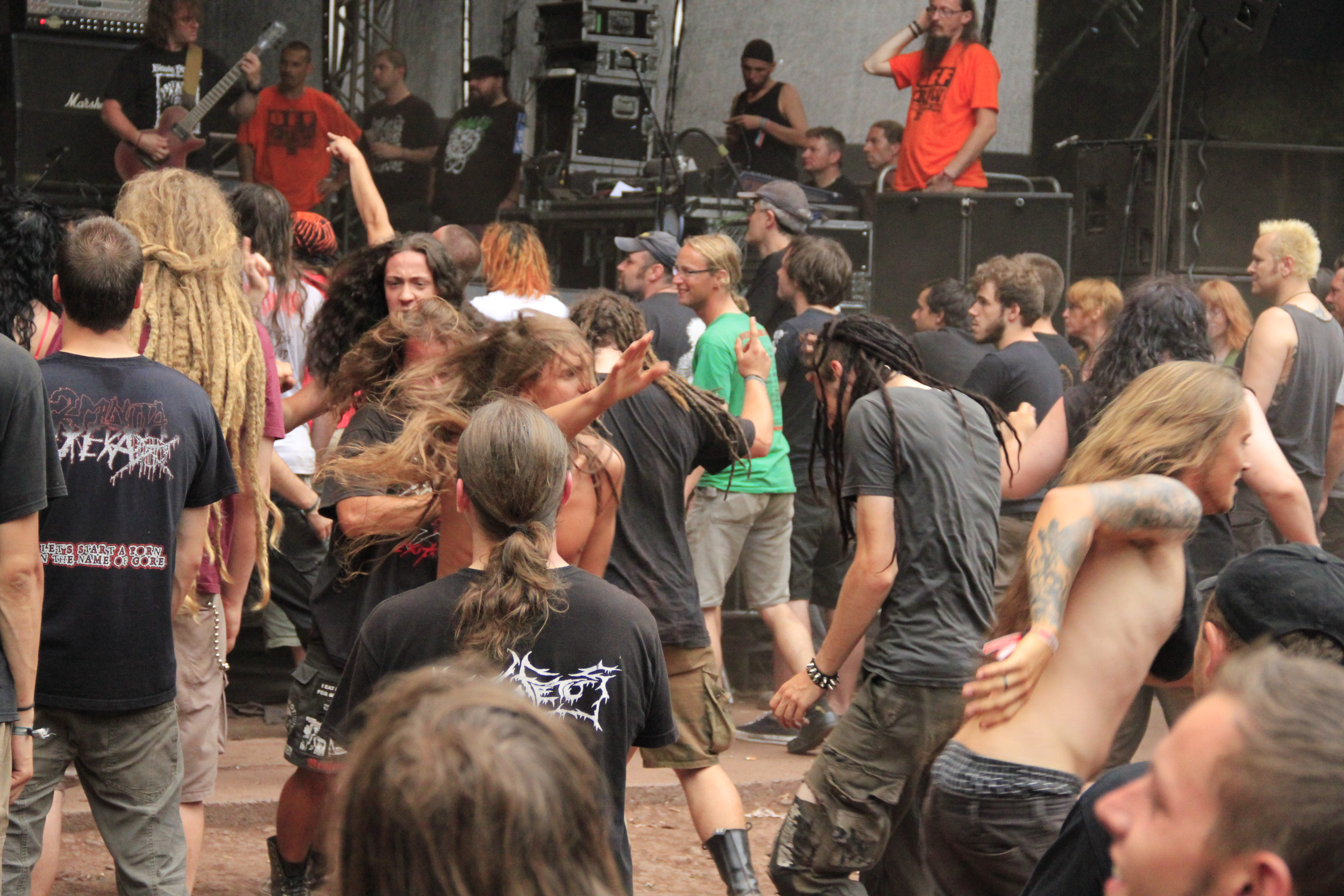
Circle Pit a l'Obscene Extreme el 2010

Es caracteritza per servir solament menjar vegetarià i vegà, per tindre un espai reservat per a xiquets anomenat Kinder Grinder i per donar a Metges Sense Fronteres. És curiós el fet que té pocs patrocinadors i que es finance especialment amb la venda de tiquets.